# Pungkat
Pungkat is een bestuurslaag in het regentschap Indragiri Hilir van de provincie Riau, Indonesië. Pungkat telt 2403 inwoners (volkstelling 2010).